# Фетяска нягра
Фетяска негра (на румънски: Fetească neagră, в превод „черно момиче“) е винен сорт грозде с произход от Румъния.
Лозите са много студоустойчиви – до -240. Имат кратък период на отглеждане и зреене, не изискват богата почва. Идеална за тях е варовикови почви. Податливи са на мана и сиво гниене. Гроздовият сок е безцветен.
От него се получават качествени сухи, полусухи и десертни червени вина, с рубинен цвят и аромат на червени плодове и касис. Нормално са със съдържание на алкохол от около 12-12,5%. Има добър потенциал за стареене.
Поради дебелата си люспа сортът не е подходящ за трапезно грозде.
|  | Тази страница частично или изцяло представлява превод на страницата Fetească Neagră в Уикипедия на немски. Оригиналният текст, както и този превод, са защитени от Лиценза „Криейтив Комънс – Признание – Споделяне на споделеното“, а за съдържание, създадено преди юни 2009 година – от Лиценза за свободна документация на ГНУ. Прегледайте историята на редакциите на оригиналната страница, както и на преводната страница, за да видите списъка на съавторите. ВАЖНО: Този шаблон се отнася единствено до авторските права върху съдържанието на статията. Добавянето му не отменя изискването да се посочват конкретни източници на твърденията, които да бъдат благонадеждни. |